# Beetzsee-Riewendsee-Wasserstraße
Die Beetzsee-Riewendsee-Wasserstraße (BRW) ist unterhalb der Pählbrücke eine Bundeswasserstraße (Wasserstraßenklasse IV), oberhalb eine sog. sonstige oder nicht klassifizierte Binnenwasserstraße des Bundes im deutschen Bundesland Brandenburg und gehört zur Unteren Havel-Wasserstraße (UHW), zuständig ist das Wasserstraßen- und Schifffahrtsamt Spree-Havel. Sie ist 21,54 Kilometer lang und besteht aus einer Aneinanderreihung von vier Seenbecken der Beetzseerinne, von denen drei zum Beetzsee und eines zum Riewendsee gehören, die durch kanalartige Wasserläufe, die sogenannten Strenge, miteinander verbunden sind. Die Kilometrierung erfolgt vom Abzweig der BRW aus der UHW in nördlicher bis nordöstlicher Richtung bis zum Ende der Wasserstraße am Ende des Riewendsees am Kilometer 21,80.

## Geschichte
Die langgezogenen Gewässer, eiszeitliche Rinnenseen, einmündend in den Fluss Havel wurden schon im frühen Mittelalter zum Flößen und zum Transport von Bau- und Brennmaterialien genutzt. Ein erster Ausbau für die damals üblichen Kaffenkähne erfolgte in den Jahren 1883 bis 1885. Infolge eines erhöhten Ladungsaufkommens in den am Gewässer liegenden Orten wurden die kanalartigen Abschnitte der Wasserstraße in den Jahren 1899 und 1901 verbreitert. Es wurden in der Hauptsache landwirtschaftliche Produkte, wie Getreide und Rüben, aber auch Torf, Holz und Kohle transportiert. Am Ende der 1890er Jahre entstanden Ziegeleien am Rande der Dörfer. Die dort produzierten Ziegel wurden in großen Mengen per Schiff zur Havel und weiter unter anderem in die früheren Residenzstädte nach Potsdam und Berlin  transportiert. Im Gegenzug wurden große Mengen Kohle für den Brennvorgang zu den Ziegeleien gebracht. Ebenso wurde Torf gestochen und als preisgünstiges Brennmaterial per Schiff in die sich entwickelnden Städte verschifft. Passierbar war die Wasserstraße für Plauermaß-Schiffe. Seit dem Rückgang der Frachtschifffahrt auf der Wasserstraße in den 1960er Jahren werden die Gewässer fast nur noch von Fahrgastschiffen und Sportbooten genutzt.

## Verlauf der Wasserstraße
Die Wasserstraße beginnt im Unterwasser an der Nordmole der Vorstadtschleuse Brandenburg mit dem Kilometer 0,26, im Beetzsee abzweigend nach Norden von der Unteren Havel-Wasserstraße am Kilometer 56,17. Durch den Bau des Silokanals von 1907 bis November 1910 und der Schleppzugschleuse von 1905 bis zum Juni 1909 mit ihren Schifffahrtsmolen, südlich neben der alten Vorstadtschleuse, wurde die südliche Seespitze abgetrennt. Dieser Restsee wird heute als Kleiner Beetzsee bezeichnet. Am Beginn der BRW, am Westufer des Beetzsees, befindet sich die Regattastrecke Beetzsee. Zwischen den Dörfern Radewege und Butzow verengt sich der Beetzsee und wird von der Pählbrücke überquert. Etwa mit dem Kilometer 12,54 wird der Lünower Streng, eine weitere Verengung des Beetzsees, erreicht. Über den Lünower Streng führt eine Feldwegbrücke. Im westlichen Teil des folgenden dritten Beckens des Beetzsees, des Oberen Beetzsees, liegt die seit 1930 als Naturschutzgebiet ausgewiesene Möweninsel Buhnenwerder. Die Insel ist das älteste Naturschutzgebiet der Stadt Brandenburg. Am Kilometer 17,70 wird der Päwesiner Streng erreicht. Über den kanalartigen Abschnitt führt die Päwesiner Straßenbrücke. Nach dem Passieren dieser Engstelle und des südöstlich gelegenen Ortes Päwesin wird der Riewendsee erreicht, an dessen nordöstlichem Ende auch die Wasserstraße endet, wo sie aber der Fließrichtung nach am Klinkgraben beginnt.

## Die Brücken
Über die Beetzsee-Riewendsee-Wasserstraße führen drei Brücken.
| Nummer | km    | Fotografie                                                                         | Name der Brücke / Ort                        | Anmerkungen | Lage   |
| ------ | ----- | ---------------------------------------------------------------------------------- | -------------------------------------------- | --- | ------ |
| X      | 7,43  | Die Pählbrücke zwischen Radewege / Butzow und Mötzow                               | Pählbrücke Amt Beetzsee                      | Pählbrücke zwischen Radewege / Butzow und Mötzow (L 911) als Butzower Straße über den Streng zwischen beiden Becken des Beetzsees der Beetzsee-Riewendsee-Wasserstraße. | Karten |
| X      | 13,04 | ehemalige Eisenbahnbrücke der Westhavelländischen Kreisbahn, heute Fußgängerbrücke | (Feldwegbrücke) Roskow Amt Beetzsee          | Feldwegbrücke, nur für Fußgänger und Radfahrer (Storchenradweg) über den Lünower Streng, ehemalige Eisenbahnbrücke der Westhavelländischen Kreisbahnen.                 | Karten |
| X      | 18,11 | Päwesiner Straßenbrücke                                                            | Päwesiner Straßenbrücke Päwesin Amt Beetzsee | Straßenbrücke zwischen Päwesin und Bagow der L 912 über den Päwesiner Streng.                                                                                           | Karten |